# 永安郡 (北魏)
永安郡，中国南北朝时设置的郡。
北魏置永安郡，治新城县（今河南省光山县西）。南梁时改属北江州，治所在浠水县（今湖北省浠水县），北齐时改属雍州，北周改属蕲州，隋文帝开皇三年（583年）废永安郡，浠水县直属蕲州。